# 孙漱沅
孙漱沅（1926年9月13日—2009年3月15日），男，又名家亮，江苏海安人，中国植物病理学家，主要从事水稻稻瘟病研究。曾任浙江农业大学副校长，第六届全国政协委员，第七、八届全国人大代表。

## 生平
1926年9月生于江苏省海安县。1953年毕业于浙江农学院植物病虫害系，分配到浙江省农业科学研究所工作。1981年至1984年，担任浙江省农业科学院植物保护研究所副所长。1984年至1988年，担任浙江省农业科学院副院长兼浙江农业大学副校长。1988年至1997年，担任中国农工民主党浙江省委员会副主任委员。1989年至2000年，担任《浙江农业学报》主编。1989年获全国先进工作者称号。1991年起享受国务院政府特殊津贴。2009年3月15日21时35分逝世。

## 出版物
- 孙漱沅. . 农作物病虫害及其防治丛书. 上海: 上海科学技术出版社. 1986.